# Championnat de France d'athlétisme (FSAF)
Le Championnat de France d'athlétisme FSAF est une compétition française d'athlétisme disputée chaque année entre 1897 et 1914 puis, après la Grande Guerre, au moins jusqu'en 1924. Il est pour l'athlétisme analogue pour le football au Championnat de France de football (FSAF).
Il s'agit d'un championnat professionnel organisé par la Fédération des sociétés athlétiques de France (FSAF). Cette dernière prend le nom de Fédération des sociétés athlétiques professionnelles de France (FSAPF) à partir de 1906, cette modification marque la fin de la guerre ouverte menée contre l'USFSA, qui délègue officiellement la gestion du sport professionnel en France à la FSAPF. 
La fédération est à nouveau nommée FSAF après-guerre. 

## Historique
Un premier Championnats de France d'athlétisme réservé aux amateurs est créé par l'Union des sociétés françaises de sports athlétiques (USFSA) en 1888. L'USFSA est une fédération omnisports fondée en 1887 ayant vocation à gérer l'ensemble du sport français. Cette fédération s'oppose au professionnalisme en raison notamment des transferts et des paris que génèrent la professionnalisation du football en Angleterre dès 1885.
Un championnat de France d'athlétisme professionnel est alors créé par la FSAF, en dehors de l'USFSA. Ce championnat est dénigré par les dirigeants du sport français mais connait toutefois un remarquable succès populaire à Paris et bénéficie d'une couverture importante dans la presse. 
Malgré sa dénomination de  "professionnelle", les joueurs de cette fédération ne vivaient pas de l'athlétisme et n'en faisaient pas leur profession : ils recevaient par contre quelques primes modestes (parfois en nature), ce qui était interdit dans les autres fédérations et différenciait la FSAF.
| Édition                | Date         | Lieu         | Stade                         |
| ---------------------- | ------------ | ------------ | ----------------------------- |
| Organisés par la FSAF  |              |              |                               |
| 1896                   |              |              |                               |
| 1897                   |              |              |                               |
| 1898                   |              |              |                               |
| 1899                   |              |              |                               |
| 1900                   |              |              |                               |
| 1901                   |              |              |                               |
| 1902                   |              |              |                               |
| 1903                   |              |              |                               |
| 1904                   |              |              |                               |
| 1905                   |              |              |                               |
| Organisés par la FSAPF |              |              |                               |
| 1906                   |              |              |                               |
| 1907                   |              |              |                               |
| 1908                   |              |              |                               |
| 1909                   |              |              |                               |
| 1910                   |              |              |                               |
| 1911                   |              |              |                               |
| 1912                   |              |              |                               |
| 1913                   |              |              |                               |
| 1914                   |              |              |                               |
| 1915                   | Non disputés | Non disputés | Non disputés                  |
| 1916                   | Non disputés | Non disputés | Non disputés                  |
| Organisés par la FSAF  |              |              |                               |
| 1917                   |              |              |                               |
| 1918                   |              |              |                               |
| 1919                   | 10 août      | Rennes       | Terrain du Stade rennais U.C. |
| 1920                   |              |              |                               |
| 1921                   |              |              |                               |
| 1922                   |              |              |                               |
| 1923                   | 5 août       | Paris        |                               |